# Petit-duc choliba
Megascops choliba
Espèce
Synonymes
- Strix choliba Vieillot, 1817
(protonyme)
- Otus choliba (Vieillot, 1817)

Statut de conservation UICN

 LC  : Préoccupation mineure
Statut CITES
Le Petit-duc choliba (Megascops choliba) est une espèce d'oiseaux de la famille des Strigidae.

## Répartition
Son aire s'étend du Costa Rica à l'Uruguay.

## Sous-espèces
D'après la classification de référence du Congrès ornithologique international (v. 14.1), le Petit-duc choliba possède 9 sous-espèces (ordre phylogénique) :
- Megascops choliba luctisonus (Bangs & Penard, TE, 1921) — du Costa Rica au nord-ouest de la Colombie ;
- Megascops choliba margaritae (Cory, 1915) — île Margarita ;
- Megascops choliba duidae (Chapman, 1929) — cerro Duida ;
- Megascops choliba cruciger (Spix, 1824) — de l'est de la Colombie et l'est du Pérou au nord-est du Brésil en passant par le Venezuela et le plateau des Guyanes ;
- Megascops choliba surutus (Kelso, L, 1941) — Bolivie ;
- Megascops choliba decussatus (Lichtenstein, MHC, 1823) — centre et est du Brésil ;
- Megascops choliba choliba (Vieillot, 1817) — sud du Brésil et est du Paraguay ;
- Megascops choliba wetmorei (Brodkorb, 1937) — ouest du Paraguay et nord de l'Argentine ;
- Megascops choliba uruguaii (Hekstra, 1982) — sud-est du Brésil, Uruguay et nord-est de l'Argentine.